# Do It to It
„Do It to It” – singel Cherish wykonany wspólnie z Seanem Paulem i YoungBloodZ, wydany w 2006 roku.

## Lista utworów
- CD singel (2006)[1]

1. „Do It To It” (Main Radio Version) – 3:41
2. „That Boi” – 4:23
3. „Ghetto Mentality” – 4:05

## Notowania na listach przebojów
| Kraj/Region       | Lista (2006/2007)    | Najwyższa pozycja |
| ----------------- | -------------------- | ----------------- |
| Nowa Zelandia     | Top 40 Singles       | 3                 |
| Stany Zjednoczone | US Billboard Hot 100 | 12                |
| Irlandia          | Top 50 Singles       | 29                |
| Wielka Brytania   | Singles Top 100      | 30                |
| Francja           | Top 100 Singles      | 48                |
| Szwecja           | Top 60 Singles       | 58                |
| Szwajcaria        | Singles Top 75       | 79                |
| Niemcy            | Top 100 Singles      | 87                |
| Holandia          | Single Top 100       | 89                |